# Дейч Борис Давидович
Бори́с Дави́дович Дейч (23 серпня 1938, Сигіт, Румунське королівство — 7 лютого 2022, Москва Росія) — український політик. У 2002—2006 був головою Верховної ради Криму. Народний депутат України V—VII скликань (від 2006). Герой України. Зрадник України.
Підписав Звернення до польського Сейму з проханням визнати Волинську трагедію геноцидом і проголосував за диктаторські закони 16 січня. Підтримав анексію Криму (2014).

## Життєпис
Народився 23 серпня 1938 року в м. (Сигіт, Румунське королівство). Жив у Криму з 1955 року.

### Освіта
1968—1974 — Донецький інститут радянської торгівлі, економіст, «Економіка торгівлі».

### Кар'єра
1955—1957 — кравець Сімферопольського райпромкомбінату. 1957—1960 — служба в армії. 1960—1962 — зав. майстернею Азовського райпромкомбінату Кримської області, майстер Тауйського рибкоопу «Магадан» облспоживспілки. 1963—1966 — майстер Совєтського райпромкомбінату, Нижньогірського райпобуткомбінату, завідувач майстернями, голова правління Нижньогірського сільпо Кримоблспоживспілки. 1966—1973 — заступник голови Совєтської райспоживспілки, директор райзаготконтори Нижньогірської райспоживспілки. 1973—1977 — директор Судацького курортторгу, керуючий Феодосійським трестом ресторанів Кримської області. З 1977 — директор міжрадгоспної бази відпочинку «Новий світ», м. Судак. 1980—1989 р. — директор курортплодоовочекомбінату, комбінат громадського харчування, м. Судак. З 1989 — директор санаторію «Сонячний камінь» шахти ім. Засядька. 1996—1998 — директор туристсько-оздоровчого комплексу «Судак». Депутат І та II скликання ВР АРК, з 1998—2002 — перший заступник Голови ВР Криму; у 2002—2006 Голова Верховної Ради АРК IV скликання.

### Політична діяльність
З березня 1998 — кандидат в народні депутати України від партії «Союз», № 16 в списку. На час виборів: генеральний директор ВАТ "Оздоровчий комплекс «Судак» (Судак, АР Крим).
Народний депутат України 5-го скликання 04.2006-11.2007 від Партії регіонів, № 28 в списку. На час виборів: голова ВР АР Крим, член ПР. Голова підкомітету з питань курортів та рекреаційної діяльності Комітету з питань сім'ї, молодіжної політики, спорту і туризму (з 07.2006), член фракції Партії регіонів (з 05.2006).
Народний депутат України 6-го скликання 11.2007-12.2012 від Партії регіонів, № 29 в списку. Член Комітету з питань екологічної політики, природокористування та ліквідації наслідків Чорнобильської катастрофи (з 12.2007), голова підкомітету з питань природокористування (з 01.2008), член Спеціальної контрольної комісії ВР України з питань приватизації (з 12.2007); член Політради Партії регіонів.
Президент Всеукраїнської федерації танцювального спорту (з 18.11.2008).
На виборах до Верховної ради 2012 кандидат у народні депутати у окрузі № 8.
Народний депутат України 7-го скликання з 12.2012, виборчій округ № 8, АР Крим, від Партії регіонів. За 62,42 %, 14 суперників. На час виборів: народний депутат України, член Партії регіонів. Член фракції Партії регіонів (з 12.2012). Голова підкомітету з питань законодавчого забезпечення санаторно-курортної діяльності, оздоровлення та відпочинку Комітету з питань охорони здоров'я (з 12.2012).
Очолював ТСК з питань АРК (2011 і 2013). Член президії Партії регіонів (2001—2003). Віце-президент Єврейської конфедерації України. Державний службовець 2-го рангу (08.1999), 1-го рангу (07.2002).

### Смерть
Помер 7 лютого 2022 року у Москві від ускладнень, викликаних коронавірусним захворюванням COVID-19.

## Нагороди та відзнаки
- Звання Герой України з врученням ордена Держави (24 серпня 2013) — за визначний особистий внесок у державне будівництво, багаторічну плідну громадсько-політичну діяльність, високий професіоналізм[9]
- Орден князя Ярослава Мудрого IV ст. (23 червня 2009)[10], V ст. (22 серпня 2003)[11]
- Орден «За заслуги» III ст. (17 липня 1998) — за вагомий особистий внесок у соціально-економічний розвиток Криму, активну громадсько-політичну діяльність[12]
- Орден «Знак Пошани» (1986)
- Медаль «За доблесну працю. В ознаменування 100-річчя з дня народження В. І. Леніна» (1970)
- Медаль «Ветеран праці» (11.1984)
- Заслужений працівник сфери послуг України (7 липня 1997)[13]
- Орденський знак «Слава за вірність Вітчизні» III ступеня (08.2000).
- медаль «За сприяння в охороні державного кордону України» (08.2003)
- медаль «Захисник Вітчизни»
- Міжнародна нагорода тисячоліття «За заслуги перед людством» (25 травня 2005).

Звання «Почесний кримчанин» (08.2003). Почесний громадянин м. Судака (08.1998). Почесний працівник туризму України (02.2003). Почесна грамота Президії ВР АР Крим (08.1998). Відзнака МВС України «Закон і честь» (04.2003). Відзнака Головнокомандувача ВПС ЗС України «Вишкіл, злітаність, відвага» (08.2003). Диплом номінанта і пам'ятна медаль видання «Золота книга ділової еліти України» (2000). Медаль «Незалежність України» Міжнар. акад. рейтингу популярності та якості «Золота фортуна» (04.2003).
14 грудня 2015 року розпочато збір підписів під електронною петицією до Президента України з вимогою позбавити Б. Д. Дейча звання Героя України і ордена Держави в числі осіб, які свідомо стали на бік держави-агресора, підтримали сепаратистські та окупаційні режими.

## Погляди
- 5 червня 2012 року голосував за проєкт Закону «Про засади державної мовної політики», який посилює статус російської мови[15].
- 16 березня 2014 року активно підтримав анексію Криму Росією та проголосував на виборах до так званого Парламенту Республіки Крим[16].

## Сім'я і хобі
- Дружина Хаврієнко Жанна Леонідівна, (1938) — пенсіонерка; сини Сергій (1961) і Володимир (1968) — підприємці.
- Захоплення: книги.